# Pericapside

Struttura di un virus HIV: il capside di colore blu è circondato dal tegumento (azzurro) e dal pericapside, composto di fosfolipidi (in grigio) e glicoproteine (in verde e violetto).

Il pericapside o peplos (detto anche involucro, envelope in inglese) è lo strato più esterno che ricopre alcuni tipi di virus. È posto esternamente al capside ed è composto da un doppio strato di fosfolipidi, intervallati da numerose glicoproteine; tra il pericapside e il capside si interpongono le proteine virus-specifiche della matrice virale, a costituire uno strato chiamato tegumento.

## Formazione
Il pericapside deriva dalla membrana plasmatica della cellula ospite, della quale il virus si ricopre durante il processo di gemmazione messo in atto per fuoriuscire dalla cellula stessa.
Durante il processo di assemblamento all'interno di una cellula ospite, alcuni virus producono una serie di proteine (che nei retrovirus vengono codificate dal gene env, dall'inglese envelope che sta per involucro) che, dopo essere state glicosilate nell'apparato di Golgi della cellula stessa, si vanno a posizionare in una determinata zona della membrana plasmatica, spingendo ai lati le sue proteine strutturali. Quando l'assemblaggio del nucleo-capside è completo, il virione si avvicina a quella zona della membrana cellulare e si aggancia alle proteine del pericapside mediante una serie di proteine della matrice poste sulla superficie del capside, e denominate per questo proteine M. A questo punto avviene la gemmazione, cioè il virus fuoriesce dalla cellula portandosi dietro un pezzo della sua membrana plasmatica.
La gemmazione è in un certo senso vantaggiosa per la cellula ospite, che in questo modo non viene danneggiata dalla fuoriuscita della progenie virale. I virus sprovvisti di pericapside infatti non sono in grado di uscire dalla cellula infettata una volta che vi sono penetrati e non possono far altro che accumularsi nel citoplasma, fin quando la formazione di questi enormi aggregati virali finisce per uccidere la cellula stessa, che viene lisata permettendo così la fuoriuscita dei virus.

## Struttura e composizione chimica
Il pericapside è composto da una componente proteica, una lipidica ed una polisaccaridica. La componente lipidica è rappresentata dai fosfolipidi, che costituiscono la porzione predominante dell'involucro e che sono organizzati in un doppio strato, esattamente come nelle membrane cellulari da cui derivano.
La componente proteica è costituita invece dalle glicoproteine che sporgono sulla superficie del pericapside. Inoltre, visto che queste proteine sono state glicosilate approfittando dell'apparato biosintetico della cellula ospite, il peplos è l'unica porzione del virus che possiede una porzione polisaccaridica, rappresentata dai carboidrati delle glicoproteine.

## Funzioni
Il pericapside ha fondamentalmente due importanti funzioni. Innanzitutto, esso serve a mascherare gli antigeni delle proteine capsidiche, che essendo contenute all'interno del pericapside non possono essere riconosciute ed attaccate dalle difese dell'organismo ospite.
In secondo luogo, il pericapside favorisce l'entrata del virus nella cellula da infettare, per la sua analogia con le membrane cellulari. Tra le glicoproteine del pericapside sono infatti presenti alcune proteine dette fusogene, che sono in grado di inserirsi nella membrana plasmatica della cellula da infettare e di aprirvi un varco, quel tanto che basta perché il pericapside possa fondersi con la membrana stessa e liberare il complesso nucleo-capside all'interno della cellula.

## Lista di famiglie di virus provvisti di pericapside
- Herpesviridae
- Orthomyxoviridae
- Paramyxoviridae
- Rhabdoviridae
- Arenaviridae
- Filoviridae
- Togaviridae
- Coronaviridae
- Retroviridae
- Hepadnaviridae
- Flaviviridae